# Ворхаут
Ворхаут (нидерл. Voorhout) — город, расположенный в нидерландской провинции Южная Голландия. Население города составляет 14 972 человека по состоянию на 2005 год.

## История
Город впервые упоминается в 988 году и, скорее всего, назывался ранее Форанхолте. Расположен был на пересечении дорог Лиссе—Огстгест и Катвийк—Сассенхайм. Рост населения и расширение города начались только в середине XIX века.

## Известные уроженцы
- Герман Бургаве (1668-1738) — ботаник, физик и гуманист.
- Эдвин ван дер Сар (родился 29 октября 1970 года) — футболист, легендарный вратарь «Манчестер Юнайтед» и сборной Нидерландов (рекордсмен по количеству игр за сборную).
- Роб ван Дейк (родился 15 января 1969 года) — футболист, вратарь «Фейеноорда».